# Hutanjapyx
Hutanjapyx es un género de Diplura en la familia Japygidae.

## Especies
- Hutanjapyx simpan Pagés, 1995